# Neulehe
Neulehe település Németországban, azon belül Alsó-Szászország tartományban. Lakosainak száma 843 fő (2023. december 31.). Neulehe Surwold, Dörpen, Lehe és Papenburg községekkel határos.

## Népesség
A település népességének változása:
| Lakosok száma | 783  | 781  | 791  | 817  | 847  | 843  |
|               | 2016 | 2017 | 2019 | 2021 | 2022 | 2023 |